# وحمة بورت واين
وحمة بورت واين (nevus flammeus) هي تلون للجلد البشري أو وحمة بسبب شذوذ في الأوعية الدموية (تشوه شعري في الجلد).  تمت تسميتها باسم تلوينها الذي يشبه لون نبيذ الميناء، وهو نبيذ أحمر محصن من البرتغال .
وحمة بورت واين هو تشوه الأوعية الدموية يظهر عند الولادة.  بقع وحمة بورت واين تظل دائمة طوال الحياة،  وتنمو مساحة الجلد المصاب بالتناسب مع النمو العام.
تحدث وحمة بورت واين في معظم الأحيان على الوجه ولكن يمكن أن تظهر في أي مكان على الجسم، وخاصة على الرقبة والجذع العلوي والذراعين والساقين.   البقع المبكرة عادة ما تكون مسطحة والوردي في المظهر. عندما ينضج الطفل، قد يتعمق اللون إلى اللون الأحمر الغامق أو اللون الأرجواني.  في مرحلة البلوغ، قد تحدث سماكة للآفة أو تطور كتل صغيرة.  
قد تكون وحمة بورت واين جزءًا من متلازمة مثل متلازمة Sturge-Weber أو متلازمة Klippel-Trénaunay-Weber . 

## أنواع

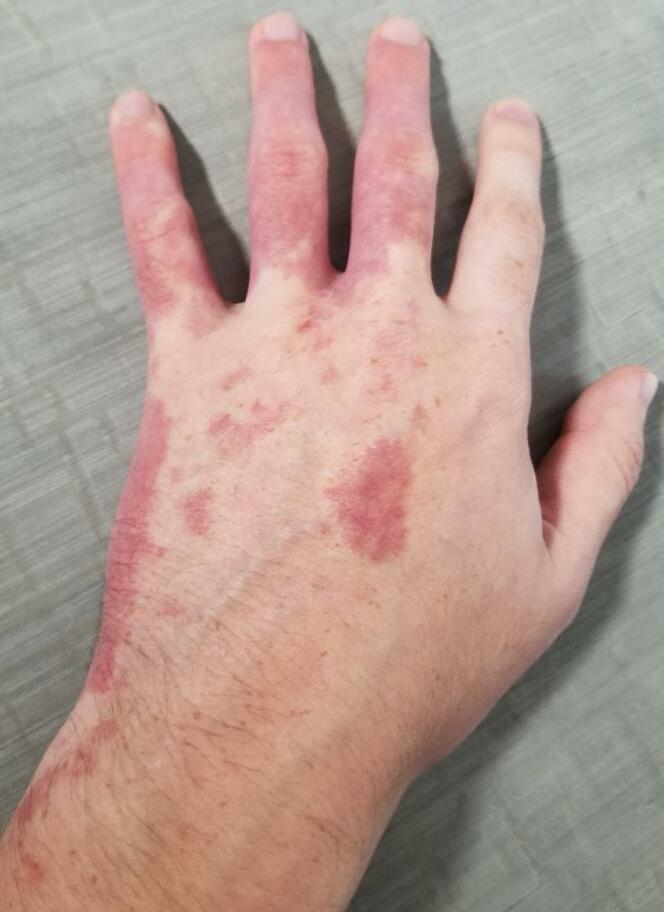
الجزء الخلفي من اليد اليسرى مع وحمة بورت واين

قد يتم تقسيم Nevus flammeus على النحو التالي: 
- وحمة قفوية خمرية اللون Nevus flammeus nuchae
- وحمة خط الوسط المتوهجة Midline nevus flammeus

## علم الوراثة
وقد تبين أن بقع ميناء النبيذ ناتجة عن تنشيط جسدي c.548G → طفرة في جين GNAQ .  كما تم وصف ارتباط مع RASA1 . 

## التشخيص
يمكن لمقدمي الرعاية الصحية عادة تشخيص وحمة بورت واين اعتمادًا على التاريخ والمظهر بالكامل، في الحالات غير العادية قد تكون هناك حاجة لخزعة الجلد لتأكيد التشخيص. اعتمادًا على موقع الوحمة والأعراض المرتبطة الأخرى، قد يختار الطبيب طلب قياس الضغط داخل العين أو الأشعة السينية في الجمجمة .
قد يتم إجراء تصوير بالرنين المغناطيسي للدماغ (تحت التخدير) على الرضع الذين لديهم وحمة في منطقة الرأس للتحقق من وجود علامات لمتلازمة Sturge-Weber . 
إذا كانت وحمة بورت واين داخل الفم فيجوز لمقدم الخدمة فحص الأجزاء الداخلية لحلق الطفل الوليد مع وجود نطاق لمعرفة ما إذا كانت هناك أي تغييرات (نمو) غير اللون فقط.
إذا كانت وحمة بورت واين حول العين أو على الجفن، فيمكن إجراء الإحالة إلى طبيب العيون أو طبيب العيون لاختبار ضغوط العين في تلك العين. في حالة حدوث تورم في وصمة عار الميناء، فقد يتسبب ذلك في مشاكل في الرؤية أو الجلوكوما أو العمى .

## العلاج
تمت تجربة العديد من العلاجات في وحمة بورت واين بما في ذلك التجميد والجراحة والإشعاع والوشم. يمكن أيضًا تغطية بقع بورت-النبيذ بمواد التجميل .
قد يكون الليزر قادرًا على تدمير الشعيرات الدموية دون تلف كبير للجلد المغطي. قد تكون الليزر ومصادر الضوء الأخرى قادرة على تقليل احمرار البقع، على الرغم من عدم وجود أدلة كافية للتوصية بنموذج على الآخر.
بالنسبة لمعظم الأشخاص الذين خضعوا لتجارب ليزر صبغ نابض تم تقليل أكثر من 25٪ من الاحمرار بالليزر بعد علاج واحد إلى ثلاثة. كانت الآثار السلبية نادرة في هذه التجارب، على الرغم من حدوث تغيرات في لون الجلد لبعض الأشخاص، وخاصة الصينيين ذوي البشرة الداكنة، يمكن أن يكون هناك ألم أو تقشر وتقرحات في الأسبوعين التاليين للعلاج. تابعت التجارب الأشخاص فقط لمدة ستة أشهر، لذلك النتائج غير معروفة على المدى الطويل.  قد يكون ما يصل إلى 10 علاجات ضروريًا للتحسين، لكن الإزالة الكاملة قد لا تنتج. 
إن استخدام الرابامايسين الموضعي كعامل مساعد في ليزر الصبغة النبضية قد يحسن النتائج. 
يعطى العلاج عادة قبل سنة واحدة من العمر، ومع ذلك يوصى بإجراءه تحت التخدير (15 دقيقة) على الأطفال الصغار، ليس من الممكن دائمًا الحصول على علاجات متكررة، على سبيل المثال في فنلندا يعالج الطفل 2-3 مرات في السنة قبل دخول المدرسة.
بعد العلاج بالليزر، يمتلئ الجلد بعلامات سوداء، بحجم القلم. هذا يرجع إلى حجم أداة الليزر. تختفي العلامات السوداء خلال 1-3 أسابيع. يمكن أن تكون المنطقة المعالجة مؤلمة ومنتفخة لبضعة أيام.

## مشاكل صحية ونفسية
في حالة عدم وجود علاج ناجح قد يسبب تضخم (زيادة كتلة الأنسجة) من البقع مشاكل في وقت لاحق من الحياة مثل فقدان الوظيفة (وخاصة إذا كانت الوحمة بالقرب من العين أو الفم)، وقد تؤدي للنزيف وتشوه متزايد، يمكن أن تترافق الآفات الموجودة على الجفن أو بالقرب منه مع الجلوكوما. 
إذا كانت وحمة بورت واين على الوجه أو أي جزء آخر مرئي للغاية من الجسم فإن وجوده يمكن أن يسبب أيضًا مشاكل عاطفية واجتماعية للشخص المصاب بهذه الوحمة.

## علم الأوبئة
سجلت الدراسات حدوث حوالي 3 إلى 5 حالات لكل 1000 طفل حديث الولادة.   

## روابط خارجية
| تصنيف        | ويكي بيانات (Q1409611)                      |
| موارد خارجية | مدلاين بلس : 001475 إي ميديسين : ديرم / 295 |